# Ева (река)
Ева — река в России, протекает по Невельскому району Псковской области. Течёт на север. Устье реки находится у деревни в 3 км по правому берегу реки Шестиха. Длина реки составляет 13 км.
У истока находятся деревни Артёмовской волости Гришково, Чёрный двор. Ниже по берегам Евы стоят деревни Луговое и Кудрявцы, находилась запустевшая деревня Запрудье — все той же Артёмовской волости. У устья реки находится деревня Рудня Борковской волости Великолукского района.

## Данные водного реестра
По данным государственного водного реестра России относится к Балтийскому бассейновому округу, водохозяйственный участок реки — Ловать и Пола, речной подбассейн реки — Волхов. Относится к речному бассейну реки Нева (включая бассейны рек Онежского и Ладожского озера).
Код объекта в государственном водном реестре — 01040200312102000022721.